# 石井希和
石井 希和（いしい きわ、1977年12月26日 - ）は、東京都目黒区出身のフリーアナウンサー。元テレビ朝日アナウンサー。身長162.5cm。

## 来歴
森村学園中等部・高等部、フェリス女学院大学卒業後、2000年テレビ朝日に入社。
2007年7月7日、プロ野球東北楽天ゴールデンイーグルス球団社長（当時）の島田亨と婚姻届を提出し、同年10月13日に東京都内のホテルで結婚式を挙げた。石井は初婚、島田は再婚。同年11月7日、妊娠がわかったことが報道された。2008年に第1子（長女）を出産していたことが同年4月8日、分かった。育児休暇を終え、2009年4月15日から復帰。2012年、島田が8月1日付でシンガポールへ海外赴任するのに伴い、同行するため同年6月いっぱいでテレビ朝日を退社しフリーアナウンサーへ転身。同年7月からホリプロ所属となった。帰国後の2015年10月より『TOKYO MX NEWS』の月 - 木曜日18時台キャスターに就任。2016年11月、島田と離婚が成立、長女の親権は石井が持つ。
2017年5月、再婚。
2017年7月、ホリプロから独立。以降はフリーランスとして活動。2018年7月、第2子（次女）を出産。

## 出演

### テレビ朝日在籍時
報道・情報番組
| 期間       | 期間       | 番組名                      | 役職                                        |
| ---------- | ---------- | --------------------------- | ------------------------------------------- |
| 2001年10月 | 2002年3月  | サタッぱち 古舘の日本上陸   | アシスタント                                |
| 2002年10月 | 2003年3月  | 奇跡の扉!TVのチカラ         | レポーター                                  |
| 2004年4月  | 2005年6月  | 快適!ズバリ                 | メイン司会                                  |
| 2006年4月  | 2007年3月  | やじうまプラス              | 金・土曜日MC                                |
| 2007年4月  | 2007年9月  | やじうまプラス              | 月～木曜日1部MC ※但し、実質的には8月で降板  |
| 同局復帰後 | 同局復帰後 | ANNニュース                 | 平日14:55 - 15:00枠でのシフト勤務キャスター |
| 同局復帰後 | 同局復帰後 | News Access（BS朝日）       | 不定期でのキャスター                        |
| 同局復帰後 | 同局復帰後 | お昼のNews Access（BS朝日） | 不定期でのキャスター                        |
| 2009年10月 | 2010年3月  | 地球まるごとTV              | コーナーキャスター                          |

バラエティ番組・その他
- アドレな!ガレッジ（不定期）「アドレな!すごろく」の司会担当
- てんこもり（司会）
- お宝名場面アワード2009秋（解答者、2009年10月3日 0:50 - 1:45）
- 映画「ドラえもん のび太の人魚大海戦」 徹底リサーチスペシャル（CSテレ朝チャンネル／司会進行、2010年3月）
- ももクロ式見学ガイド もも見!!（CSテレ朝チャンネル）

### テレビ朝日退社後
- EyeSight presents 恋するドライブ  (2012年7月25日、BS朝日)
- TOKYO MX NEWS（東京メトロポリタンテレビジョン／月 - 木曜日18:00 - ほか、2015年10月 - 2016年8月）

## テレビ朝日での同期アナウンサー
- 佐分千恵（長谷部健の妻）
- 櫻井健介（他部署に異動）